# Bắp chuối má vàng
Arachnothera chrysogenys là một loài chim trong họ Nectariniidae.